# Branicks Group
Die Branicks Group AG (bis Oktober 2023 DIC Asset AG) mit Sitz in Frankfurt ist ein börsennotiertes Immobilienunternehmen mit Schwerpunkt auf Gewerbeimmobilien.
Das Unternehmen betreut 351 Objekte. Das betreute Immobilienvermögen des Konzerns beläuft sich auf 13,2 Mrd. Euro.

## Geschichte

Logo der DIC Asset AG

Die Branicks Group wurde 2002 als Portfoliogesellschaft der DIC Deutsche Immobilien Chancen AG & Co. KGaA gegründet. In den darauf folgenden Jahren baute die DIC einen bundesweiten Bestand an Gewerbeimmobilien auf, unter anderem durch die Übernahme eines Portfolios aus 57 Objekten von der Frankfurter Sparkasse gemeinsam mit MSREF (2004), dem Erwerb eines Portfolios mit 45 Immobilien von der Munich Ergo Asset Management (2005), dem Erwerb des Immobilienportfolios der FAY-Gruppe mit 55 Objekten (2006)  und der Übernahme von Immobilienportfolios der SEB Immobilien-Investment GmbH von der Hansainvest Hanseatische Investment-GmbH und AXA/DBV Winterthur (2007). Im Rahmen der FAY-Transaktion übernahm DIC auch die Mehrheit an der FAY Property Management GmbH und baute diese zur deutschlandweit operierenden Branicks Onsite GmbH (früher DIC Onsite) aus.
Im Oktober 2013 erfolgte die mehrheitliche Übernahme des „UNITE“-Portfolios mit 54 Büro- und Gewerbeobjekten und einem Marktwert von rund 481 Mio. Euro.
Im Juni 2019 erwarb DIC für einen Kaufpreis von rd. 225 Mio. Euro den deutschen Immobilien-Investment- und Asset Manager GEG German Estate Group (heute Branicks Institutional GmbH) mit Assets under Management von über 3,6 Mrd. Euro von der TTL Real Estate GmbH und dem amerikanischen Finanzinvestor Kohlberg Kravis Roberts & Co. (KKR).
Im Dezember 2020 erwarb das Unternehmen für einen Kaufpreis von rd. 42 Mio. Euro 100 % der Anteile an der RLI Investors GmbH, München sowie einen Minderheitsanteil von 25 % an der Realogis Holding GmbH, München (Realogis).
Im März 2022 erwarben DIC und ihre Tochtergesellschaft DIC Real Estate Investments GmbH & Co. KGaA 68 % der Aktien der VIB Vermögen AG.
Die Umfirmierung in Branicks Group erfolgte im Oktober 2023.

### Börsen-Historie
2006 folgte der Börsengang der Branicks Group damals unter dem Namen DIC Asset AG am Prime Standard der Frankfurter Wertpapierbörse. Von 2006 bis Juni 2023 notierte die Aktie zudem im SDAX.

## Unternehmensstrategie und Struktur

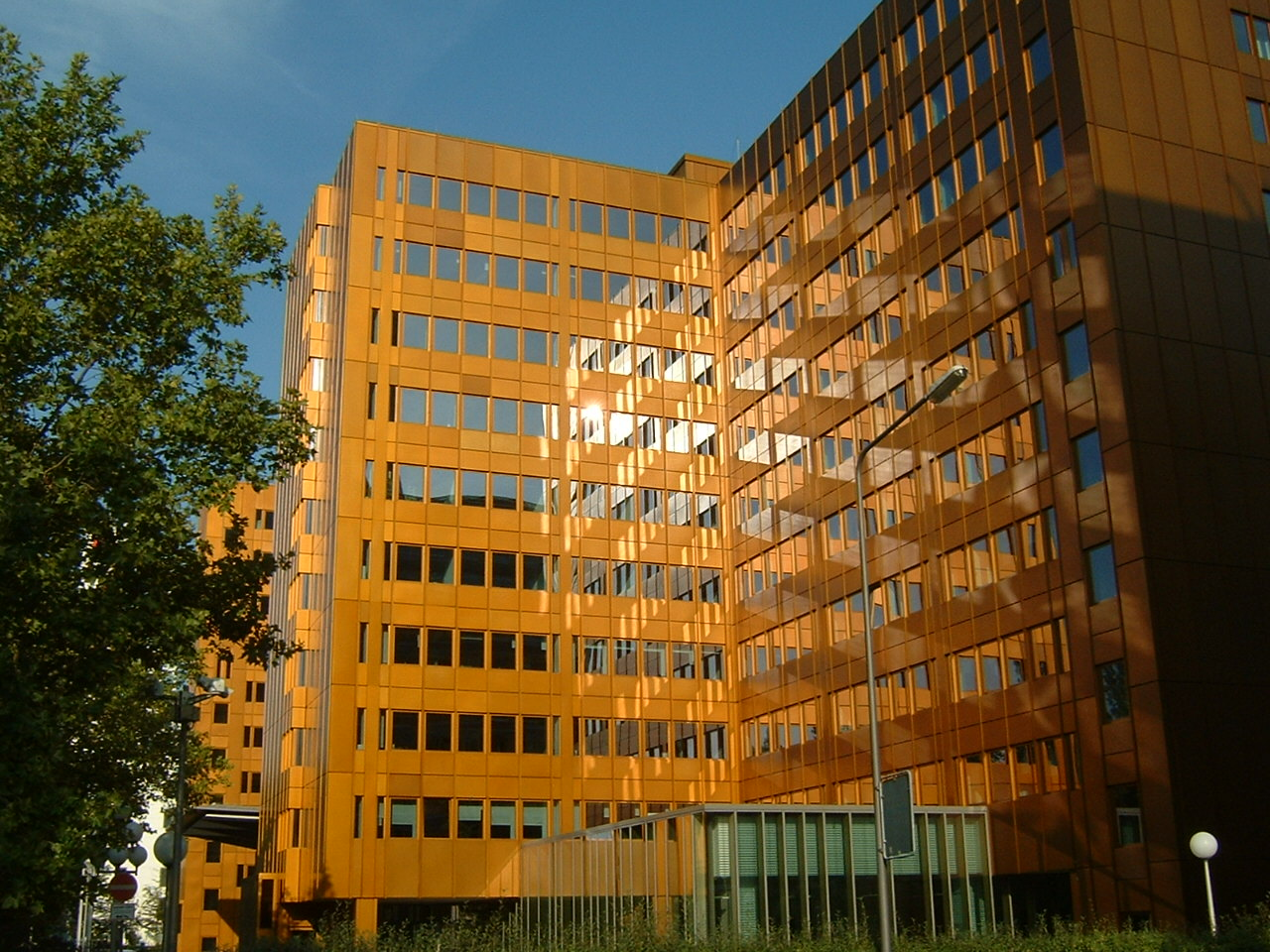
„Goldenes Haus“ an der Theodor-Heuss-Allee, Frankfurt

Die Branicks Group AG mit Sitz in Frankfurt ist auf dem deutschen Immobilienmarkt und hier in zwei Geschäftsfeldern tätig: Sie besitzt eigene Immobilien („Commercial Portfolio“) und legt Immobilienfonds auf („Institutional Business“). Das Unternehmen deckt die gesamte Wertschöpfungskette vom Kauf einer Immobilie über das Immobilienmanagement bis zum Verkauf ab. Die Mitarbeiter des Unternehmens betreuen die Immobilien von neun regionalen Standorten aus.

### Kommerzielles Portfolio
Im Segment Commercial Portfolio (verwaltetes Immobilienvermögen zum 31. Dezember 2023: 3,6  Mrd. Euro) befinden sich die eigenen Immobilien der Branicks Group AG. Die Immobilien sind langfristig vermietet und werden aktiv weiterentwickelt, um eine Wertsteigerung zu erzielen. Die Branicks Group AG erwirtschaftet hier Erträge aus der Vermietung sowie aus dem Verkauf der Immobilien.

### Institutional Business
Im Segment Institutional Business (verwaltetes Immobilienvermögen zum 31. Dezember 2023: 9,6 Mrd. Euro) legt die Branicks Group AG Investmentvehikel, u. a. Immobilienfonds, für institutionelle Anleger auf. Die Immobilienfonds investieren in deutsche Gewerbeimmobilien, und zwar insbesondere in Büroimmobilien, Logistikimmobilien und Handelsimmobilien. Die angekauften Immobilien werden während der Laufzeit der Fonds von den Immobilienmanagement-Teams der Branicks Group AG betreut. Erträge erzielt die Branicks Group in diesem Segment durch Gebühren für das Auflegen der Investmentvehikel, für An- und Verkäufe von Immobilien sowie für das Immobilienmanagement.

## Real Estate Management
Als 100%ige Tochter der Branicks Group AG ist die Branicks Onsite GmbH für das operative Immobilienmanagement, also die Verwaltung und Bewirtschaftung aller Immobilien zuständig. Dazu gehören das Asset Management, Vermietungsmanagement und das technisch-infrastrukturelle Management, aber auch die Vermarktung. Um diese Leistungen in ganz Deutschland anbieten zu können, operiert die Branicks Onsite von den neun Standorten Berlin, Düsseldorf, Frankfurt am Main, Hamburg, Köln, Mannheim, München, Neuburg an der Donau und Stuttgart.

## Eigentümerstruktur
| Anteil | Anteilseigner                      |
| ------ | ---------------------------------- |
| 32,7 % | Deutsche Immobilien Chancen-Gruppe |
| 10,1 % | Yannick Patrick Heller             |
| 10,1 % | RAG-Stiftung                       |
| 47,2 % | Streubesitz                        |

(Stand: Febr. 2024)